# Pallamano ai Giochi della XXV Olimpiade
I tornei olimpici di pallamano dei Giochi di Barcellona si sono svolti tra il 27 luglio e l'8 agosto 1992.
Le gare sono state ospitate dal Palazzo dello sport di Granollers e dal Palau Sant Jordi di Barcellona.
Hanno preso parte al torneo 12 formazioni maschili e 8 formazioni femminili.
Il torneo maschile è stato vinto dalla Squadra Unificata, che rappresentava la Comunità degli Stati Indipendenti, mentre il torneo femminile è stato vinto per la seconda edizione consecutiva dalla Corea del Sud.

## Calendario
| Pallamano ai Giochi della XXV Olimpiade | Pallamano ai Giochi della XXV Olimpiade | Pallamano ai Giochi della XXV Olimpiade | Pallamano ai Giochi della XXV Olimpiade | Pallamano ai Giochi della XXV Olimpiade | Pallamano ai Giochi della XXV Olimpiade | Pallamano ai Giochi della XXV Olimpiade | Pallamano ai Giochi della XXV Olimpiade | Pallamano ai Giochi della XXV Olimpiade | Pallamano ai Giochi della XXV Olimpiade | Pallamano ai Giochi della XXV Olimpiade | Pallamano ai Giochi della XXV Olimpiade | Pallamano ai Giochi della XXV Olimpiade | Pallamano ai Giochi della XXV Olimpiade | Pallamano ai Giochi della XXV Olimpiade |
| Lug/Ago '92                             | 27                                      | 28                                      | 29                                      | 30                                      | 31                                      | 1                                       | 2                                       | 3                                       | 4                                       | 5                                       | 6                                       | 7                                       | 8                                       | Totale                                  |
| --------------------------------------- | --------------------------------------- | --------------------------------------- | --------------------------------------- | --------------------------------------- | --------------------------------------- | --------------------------------------- | --------------------------------------- | --------------------------------------- | --------------------------------------- | --------------------------------------- | --------------------------------------- | --------------------------------------- | --------------------------------------- | --------------------------------------- |
| Uomini                                  | 1ºT                                     |                                         | 1ºT                                     |                                         | 1ºT                                     |                                         | 1ºT                                     |                                         | 1ºT                                     |                                         | SF                                      | Pia                                     | Fin                                     | 1                                       |
| Donne                                   |                                         |                                         |                                         | 1ºT                                     |                                         | 1ºT                                     |                                         | 1ºT                                     |                                         |                                         | SF                                      | Pia                                     | Fin                                     | 1                                       |
| Totale                                  |                                         |                                         |                                         |                                         |                                         |                                         |                                         |                                         |                                         |                                         |                                         |                                         | 2                                       | 2                                       |

| Gironi preliminari | Semifinali | Piazzamenti | Finali |

## Squadre partecipanti

### Torneo maschile
|                              | Data                          | Sede           | Posti | Qualificate                                                                       |
| ---------------------------- | ----------------------------- | -------------- | ----- | --------------------------------------------------------------------------------- |
| Paese organizzatore          |                               |                | 1     | Spagna                                                                            |
| Campionato mondiale 1990     | 28 febbraio - 10 marzo 1990   | Cecoslovacchia | 8     | Svezia Squadra Unificata Romania Ungheria Cecoslovacchia Germania Francia Islanda |
| Campionato asiatico 1991     | 22 agosto - 1º settembre 1991 | Giappone       | 1     | Corea del Sud                                                                     |
| Campionato panamericano 1991 | 5-12 agosto 1991              | Cuba           | 1     | Brasile                                                                           |
| Campionato africano 1991     | 24-30 settembre 1991          | Egitto         | 1     | Egitto                                                                            |
| Totale                       |                               |                | 12    |                                                                                   |

### Torneo femminile
|                           | Data                          | Sede          | Posti | Qualificate                                 |
| ------------------------- | ----------------------------- | ------------- | ----- | ------------------------------------------- |
| Paese organizzatore       |                               |               | 1     | Spagna                                      |
| Campionato mondiale 1990  | 24 novembre - 4 dicembre 1990 | Corea del Sud | 4     | Squadra Unificata Germania Austria Norvegia |
| Campionato asiatico 1991  | 22-31 agosto 1991             | Giappone      | 1     | Corea del Sud                               |
| Campionato femminile 1991 | 30 settembre - 6 ottobre 1991 | Brasile       | 1     | Stati Uniti                                 |
| Campionato africano 1991  | 6-13 settembre 1991           | Egitto        | 1     | Nigeria                                     |
| Totale                    |                               |               | 8     |                                             |

## Risultati in dettaglio

### Torneo maschile
| Pos | Squadre           |
| --- | ----------------- |
|     | Squadra Unificata |
|     | Svezia            |
|     | Francia           |
| 4   | Islanda           |
| 5   | Spagna            |
| 6   | Corea del Sud     |
| 7   | Ungheria          |
| 8   | Romania           |
| 9   | Cecoslovacchia    |
| 10  | Germania          |
| 11  | Egitto            |
| 12  | Brasile           |

### Torneo femminile
| Pos | Squadre           |
| --- | ----------------- |
|     | Corea del Sud     |
|     | Norvegia          |
|     | Squadra Unificata |
| 4   | Germania          |
| 5   | Austria           |
| 6   | Stati Uniti       |
| 7   | Spagna            |
| 8   | Nigeria           |

## Podi
| Evento           | Oro               | Argento  | Bronzo            |
| Torneo maschile  | Squadra Unificata | Svezia   | Francia           |
| Torneo femminile | Corea del Sud     | Norvegia | Squadra Unificata |

## Medagliere
| Posizione | Paese             |   |   |   | Totale |
| --------- | ----------------- | - | - | - | ------ |
| 1         | Squadra Unificata | 1 | 0 | 1 | 2      |
| 2         | Corea del Sud     | 1 | 0 | 0 | 1      |
| 3         | Svezia            | 0 | 1 | 0 | 1      |
| 3         | Norvegia          | 0 | 1 | 0 | 1      |
| 5         | Francia           | 0 | 0 | 1 | 1      |
| Totale    | Totale            | 2 | 2 | 2 | 6      |